# 秋越村
秋越村（あきごえむら）は、広島県高田郡にあった村。現在の広島市安佐北区の一部にあたる。

## 地理
- 河川：三篠川、関川[1]

## 歴史
- 1889年（明治22年）4月1日、町村制の施行により、高田郡秋山村、小越村が合併して村制施行し、秋越村が発足[1][2]。
- 1908年（明治41年）秋越郵便局開設[1]。
- 1910年（大正9年）電灯点灯[1]。
- 1949年（昭和24年）10月1日、高田郡市川村の一部（大寺地区以外）と合併し、高南村を新設して廃止された[1][2]。

## 産業
- 農業、養蚕[1]

## 交通

### 鉄道
- 1915年（大正4年）芸備鉄道（現芸備線）志和口駅が市川村境に開設[1]。